# Fueled by Ramen
Fueled by Ramen je izdavačka kuća osnovana u New Yorku s uredom u Tampi, na Floridi. Izdavačka kuća je okrenuta pop punku i, alternativnom rocku.

## Umjetnici koji imaju ugovor s "Fueled By Ramen"
Ova lista je sastavljena na temelju informacija pronađenih na "Fueled by Ramen" webstranici.

### Aktivni umjetnici
- The Academy Is...
- The Cab
- Cobra Starship
- Cute Is What We Aim For
- Forgive Durden
- The Friday Night Boys
- Gym Class Heroes
- Paramore
- Powerspace
- A Rocket to the Moon
- This Providence
- The Swellers
- Twenty One Pilots
- VersaEmerge

### Neaktivni umjetnici
- Animal Chin
- Ann Beretta
- Apocalypse Hoboken
- Autopilot Off
- Bigwig
- Cadillac Blindside
- The Causey Way
- Days Away
- Discount
- Fall Out Boy
- Frodus
- Fun Size
- The Hippos
- Home Grown
- The Hush Sound
- The Impossibles
- Jersey
- Kissing Chaos
- Limp
- Mid Carson July
- October Fall
- Panic! at the Disco
- Phantom Planet
- Pollen
- Recover
- Roy
- Slick Shoes
- Slowreader
- Swank
- The Stereo
- Teen Idols
- Whippersnapper
- Yellowcard
- The Æffect

### Alumni
- The A.K.A.s (Are Everywhere!)
- Blueline Medic
- Fall Out Boy
- Foundation
- Jimmy Eat World
- Kane Hodder
- Less Than Jake
- Lifetime
- The Pietasters
- Bunchline

## Vanjske poveznice
- Službena stranica
- Službeni Myspace profil
- Službeni YouTube kanal